# Nakamuta Kuranosuke
Nakamuta Kuranosuke est un nom japonais traditionnel ; le nom de famille (ou le nom d'école), Nakamuta, précède donc le prénom (ou le nom d'artiste).
Le vicomte Nakamuta Kuranosuke (中牟田 倉之助, 24 février 1837-30 mars 1916) était un amiral de la Marine impériale japonaise.

## Biographie
Nakamuta est né dans le domaine de Saga (actuelle préfecture de Saga). Il était un samouraï de la Marine du domaine, qui est plus tard devenue le noyau de la Marine impériale japonaise à ses débuts. Pendant la guerre de Boshin visant à renverser le bakufu des Tokugawa, Nakamuta était capitaine de la frégate Chōyō à la bataille de la baie de Hakodate. Le Chōyō a explosé après avoir été frappé par le bateau rebelle Banryū, mais Nakamuta a survécu.
Après l'établissement du gouvernement de Meiji et la création officielle de la Marine impériale japonaise, Nakamuta est devenu commandant (le 14 décembre 1870) puis commandant adjoint à l'Académie navale impériale du Japon. Il a été promu capitaine en 1871 puis contre-amiral la même année. Il est également devenu commandant de l'Académie navale en 1871. Il a été promu vice-amiral en 1878.
Plus tard, Nakamuta était commandant en chef du district naval de Tokai de 1880 à 1886, du district naval de Yokosuka de 1886 à 1889 et de celui de Kure de 1889 à 1892. Il a été nommé chef de l'État-major de la marine impériale japonaise en 1892, et fut en même temps commandant de l'école navale d'État-major.
Le 7 juillet 1884, Natamura a été anobli du titre de vicomte (shishaku) selon le système nobiliaire du kazoku. Il est devenu membre du Conseil privé (Japon) en 1894, où il s'est opposé à la première guerre sino-japonaise.
Nakamuta fut forcé de quitter le service actif et d'entrer dans la réserve en 1900 par ses rivaux politiques Yamamoto Gonnohyōe et Kabayama Sukenori, et s'est officiellement retiré en 1905. Il est mort en 1910. Sa tombe est au cimetière d'Aoyama à Tokyo.

## Source de la traduction
- (en) Cet article est partiellement ou en totalité issu de l’article de Wikipédia en anglais intitulé « Nakamuta Kuranosuke » (voir la liste des auteurs).